# Холм (Галичский район)
Холм — село в составе Дмитриевского сельского поселения Галичского района Костромской области России.

## География
Село расположено у реки Тёбза, недалеко от места впадения в неё реки Поздыш.

## История
В 1628 г. село Холм с соседними деревнями принадлежало князю Ивану Семеновичу Куракину. Этот Куракин возглавлял заговор В.И.Шуйского против Лжедмитрия, а потом участвовал в разгроме польских интервентов. В Галиче, в кремле, у Куракина был свой осадный двор, в котором он мог с семьей укрыться при угрозе появления неприятеля. Здесь же в Галиче у него было свободное дворовое место (участок), которое он подарил Троице-Сергиеву монастырю, и где монастырь построил свое подворье.
После смерти И.С. Куракина село Холм перешло к князю стольнику Дмитрию Федоровичу Щербатому, а от него к князю Федору Федоровичу Волконскому, женившемуся на дочери Щербатова Анне Дмитриевне. В 1637 г. князь Ф.Ф. Волконский был послан царем Михаилом Федоровичем к грузинскому царю Теймуразу в целях присоединения Грузии к России.
Согласно Спискам населённых мест Российской империи в 1872 году село относилось к 1 стану Галичского уезда Костромской губернии. В нём числилось 23 двора, проживало 93 мужчины и 119 женщин. В селе имелись две православных церкви, училище, находилось волостное правление, проводились еженедельные базары.
Согласно переписи населения 1897 года в селе проживало 211 человек (90 мужчин и 121 женщина).
Согласно Списку населённых мест Костромской губернии в 1907 году село относилось к Холмовской волости Галичского уезда Костромской губернии. По сведениям волостного правления за 1907 год в нём числилось 52 крестьянских двора и 208 жителей. Основными занятиями жителей села помимо земледелия были кошатн. и сельскохозяйственные работы.
Сообщение в "Енисейских епархиальных ведомостях" 1910г. №15 ("Обзор печати", стр.46):
"Странное явленіе. Въ селѣ Холмъ, Галическаго уѣзда,существуетъ деревянный храмъ, построенный въ началѣ XVI вѣка, что подтверждается надписью, сдѣланною на напрестольномъ крестѣ. Здѣсь же находится древнее деревянное, рѣзное паникадило. Въ послѣднее время замѣчено странное явленіе: земля подъ алтаремъ постепенно возвышается четырехъ угольникомъ, въ видѣ могилы.Мѣстный священникъ давно имѣетъ наблюденіе за этимъ возвышеніемъ, но объяснить причины этого не можетъ".
До муниципальной реформы 2010 года село входило в состав Пронинского сельского поселения.